# Gräfenroda
Gräfenroda är en ortsteil i kommunen Geratal i Ilm-Kreis i förbundslandet Thüringen i Tyskland. Gräfenroda var en kommun fram till den 1 januar 2019 när den tillsammans med 5 andra kommuner bildade den nya kommunen Geratal. Kommunen hade 3 158 invånare 2018.